# Municipio de Jefferson (condado de Scotland, Misuri)
Jefferson Township es un municipio inactivo del condado de Scotland, Misuri, Estados Unidos. Según el censo de 2020, tiene una población de 2487 habitantes.
La subdivisión tiene un código censal Z1, que indica que la subdivisión no está en funcionamiento (non-functioning subdivision).

## Geografía
Está ubicada en las coordenadas 40°25′57″N 92°9′52″O / 40.43250, -92.16444. Según la Oficina del Censo de los Estados Unidos, tiene una superficie total de 201.98 km², de la cual 198.86 km² corresponden a tierra firme y 3.12 km² son agua.

## Demografía
Según el censo de 2020, hay 2487 personas residiendo en la zona de Jefferson. La densidad de población es de 12.51 hab./km². El 96.06 % de los habitantes son blancos, el 0.24 % son afroamericanos, el 0.16 % son amerindios, el 0.08 % son asiáticos, el 0.12 % son isleños del Pacífico y el 3.34 % son de una mezcla de razas. Del total de la población, el 0.72 % son hispanos o latinos de cualquier raza.